# Åkersmyra
Åkersmyra är ett naturreservat i Borlänge kommun i Dalarnas län.
Området är naturskyddat sedan 2016 och är 56 hektar stort. Reservatet består av lövblandad barrskog samt kulturlämningar efter fäbodlivet och kolningstiden.